# United Buddy Bears

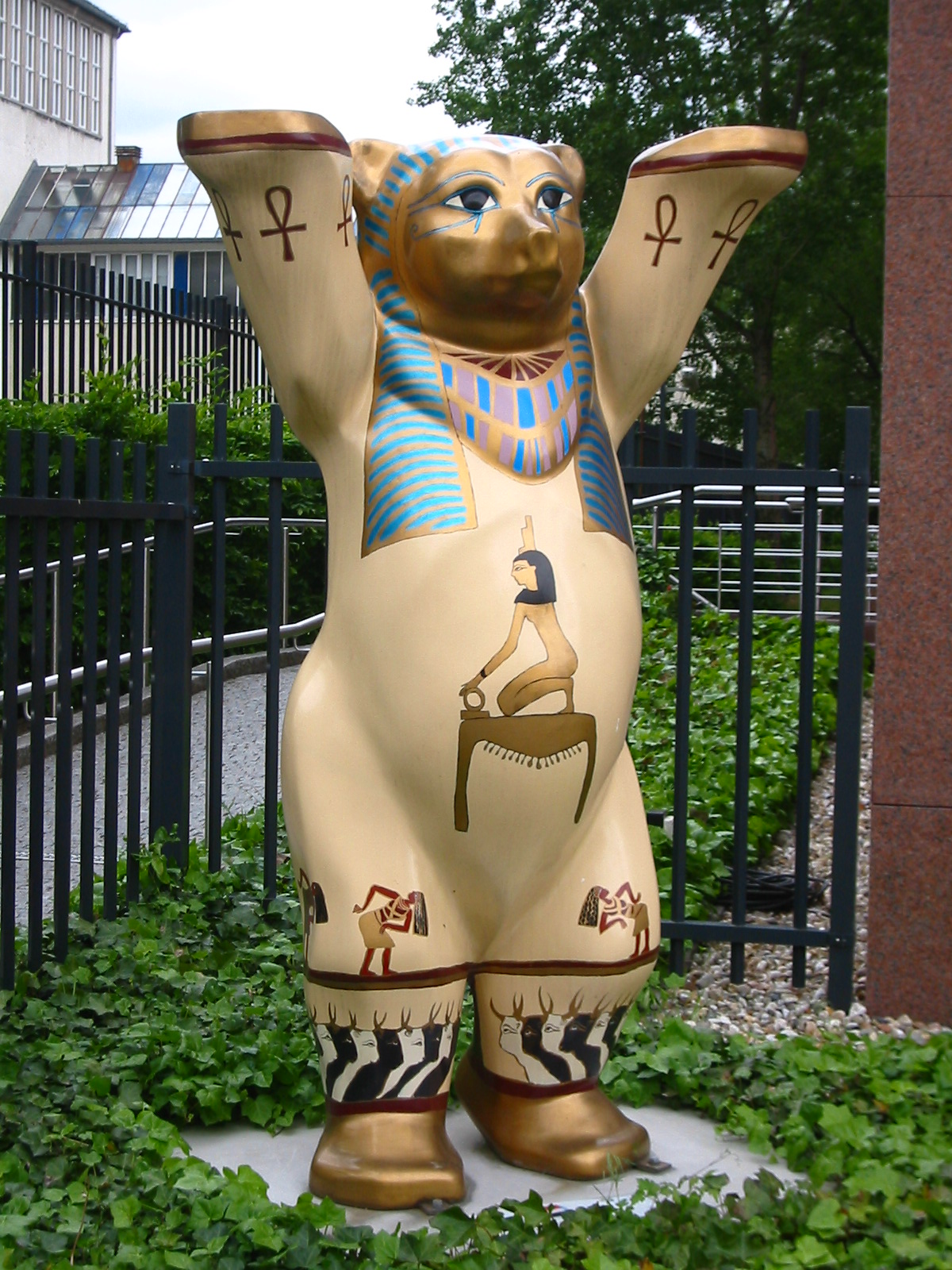
Buddy Bear na egyptské ambasádě v Berlíně

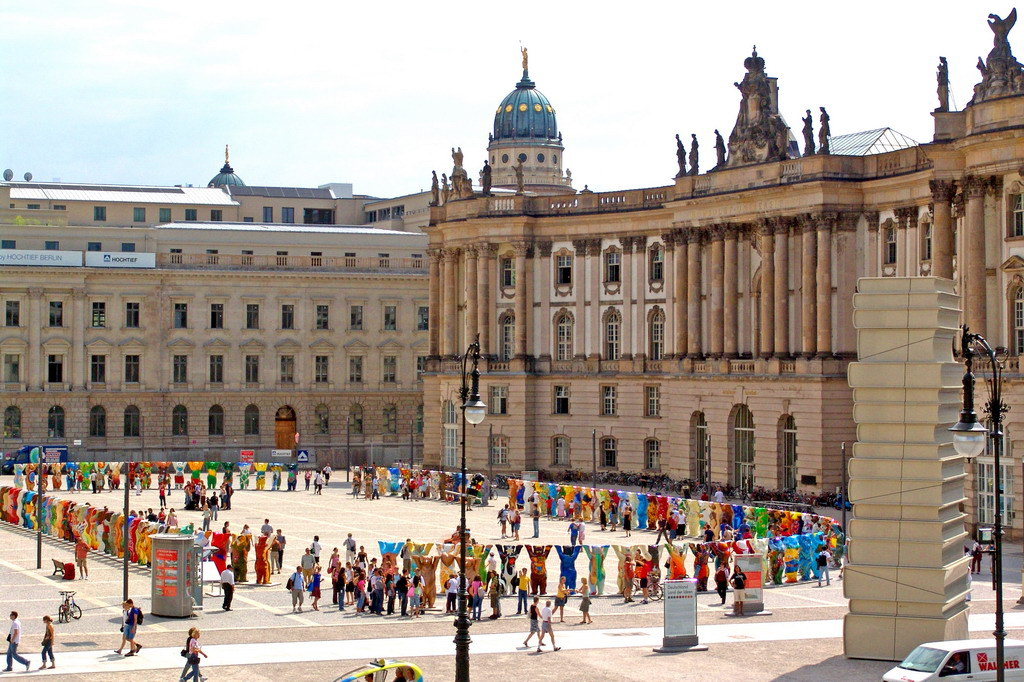
Berlín 2006: United Buddy Bears

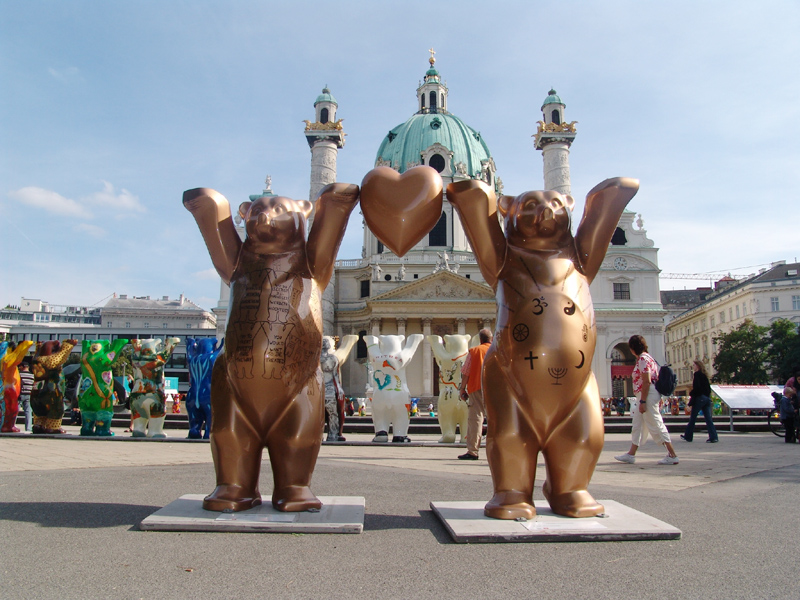
Vídeň 2006: Zlatí medvědi

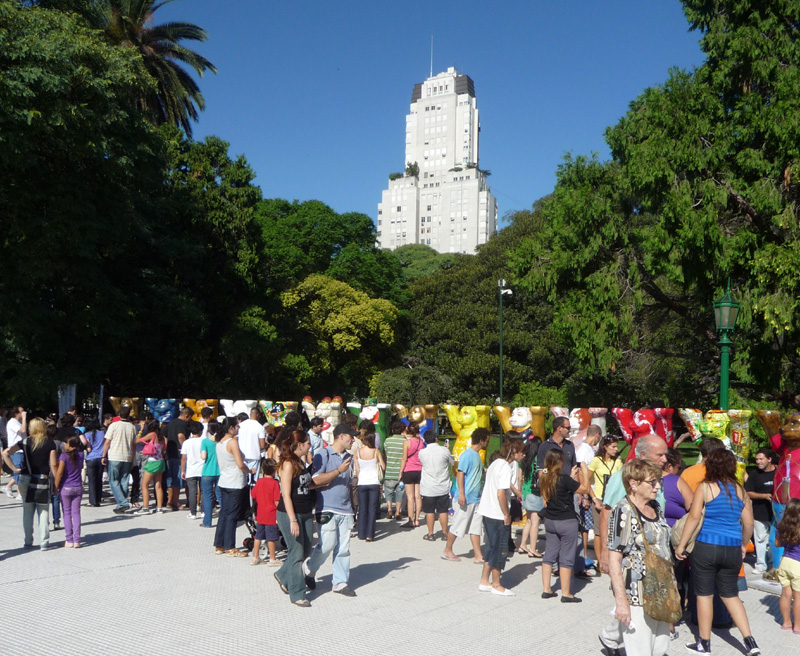
Buenos Aires 2009: United Buddy Bears

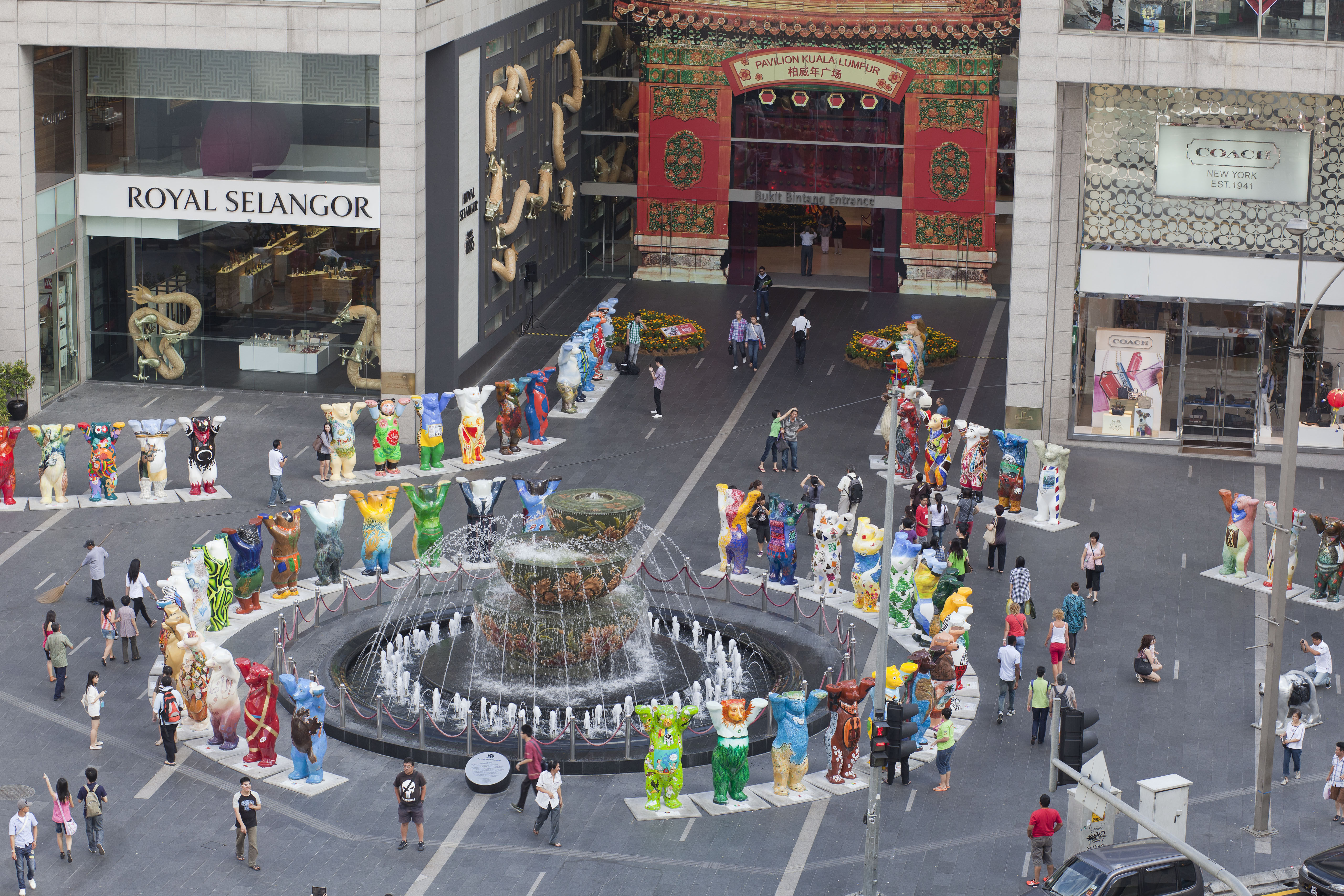
Kuala Lumpur 2011

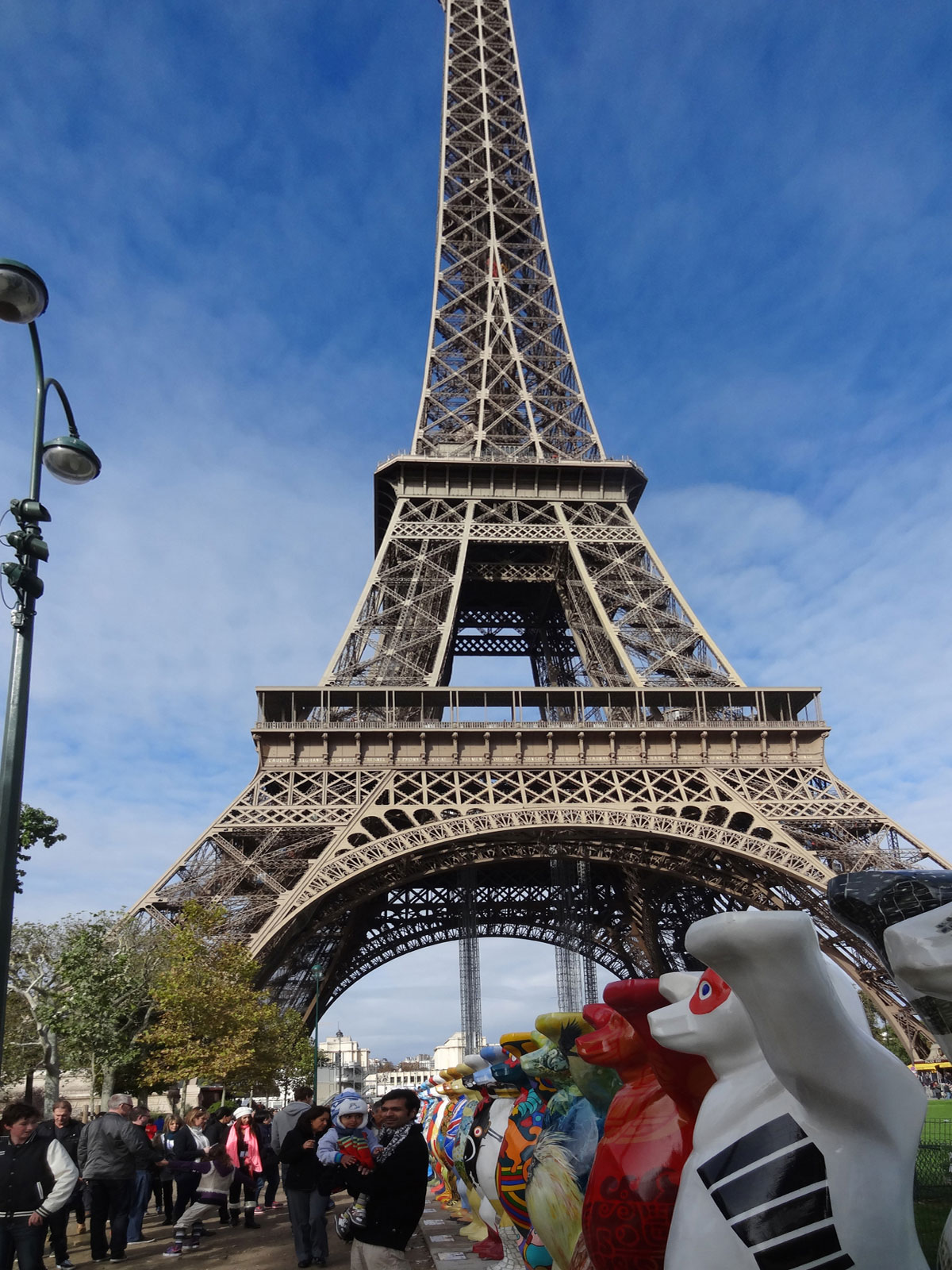
Paris 2012

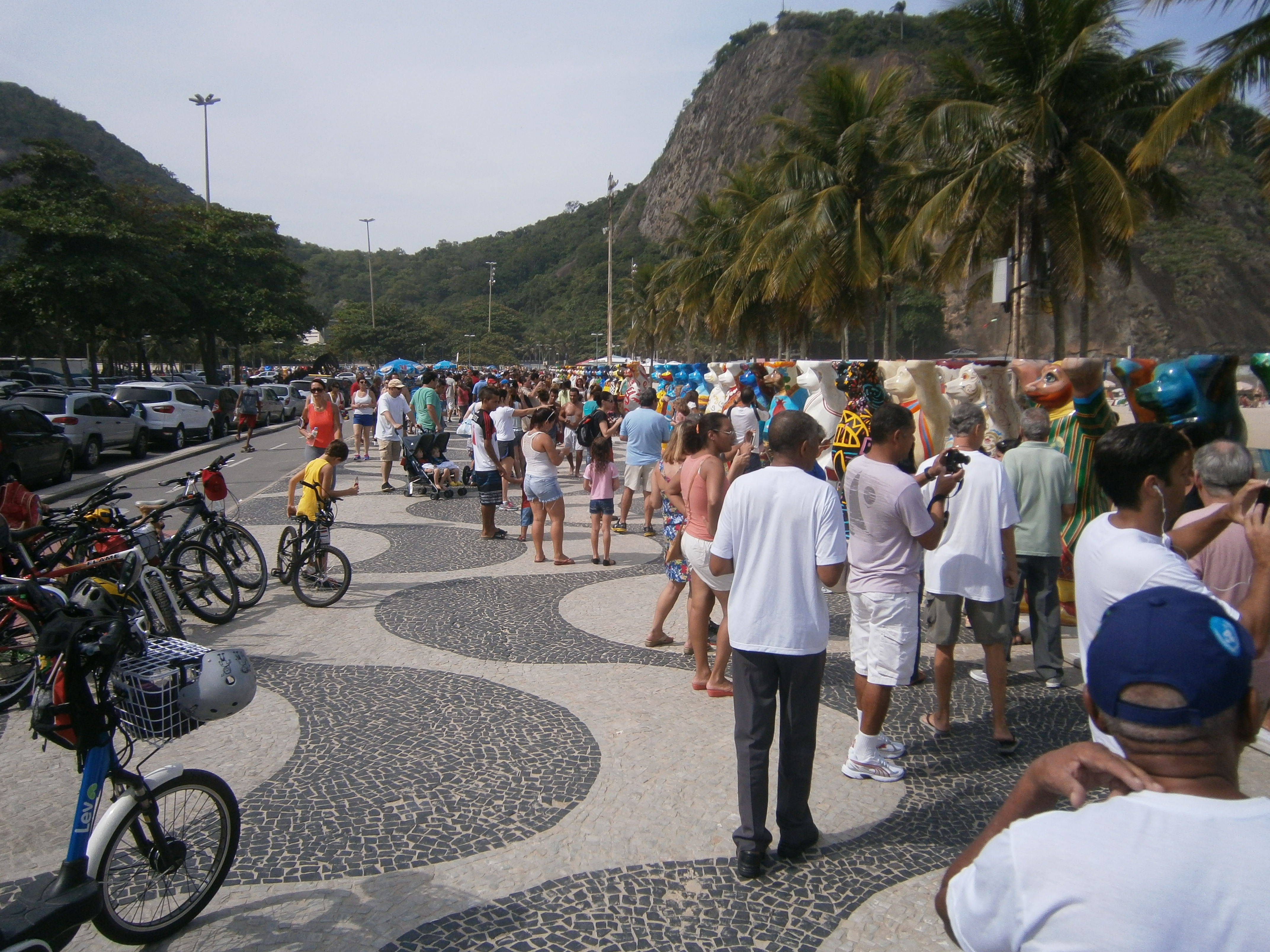
Rio de Janeiro 2014

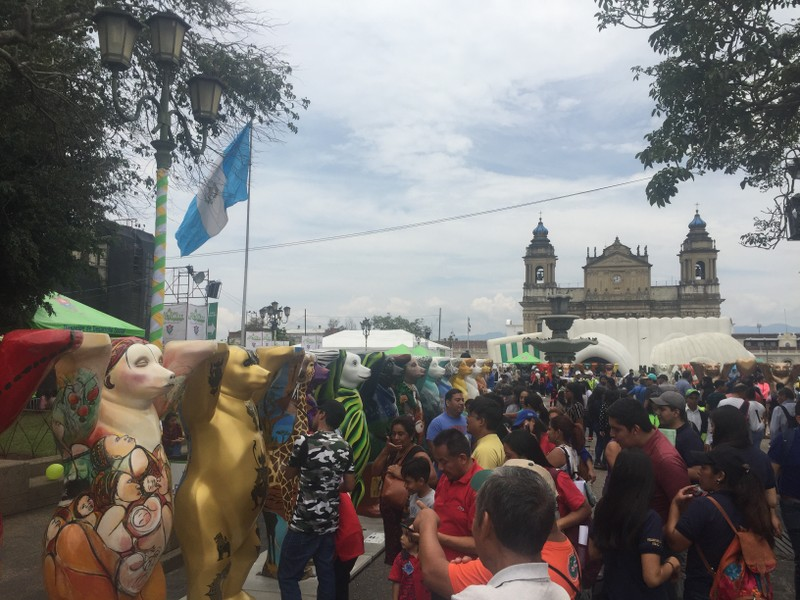
Ciudad de Guatemala 2019

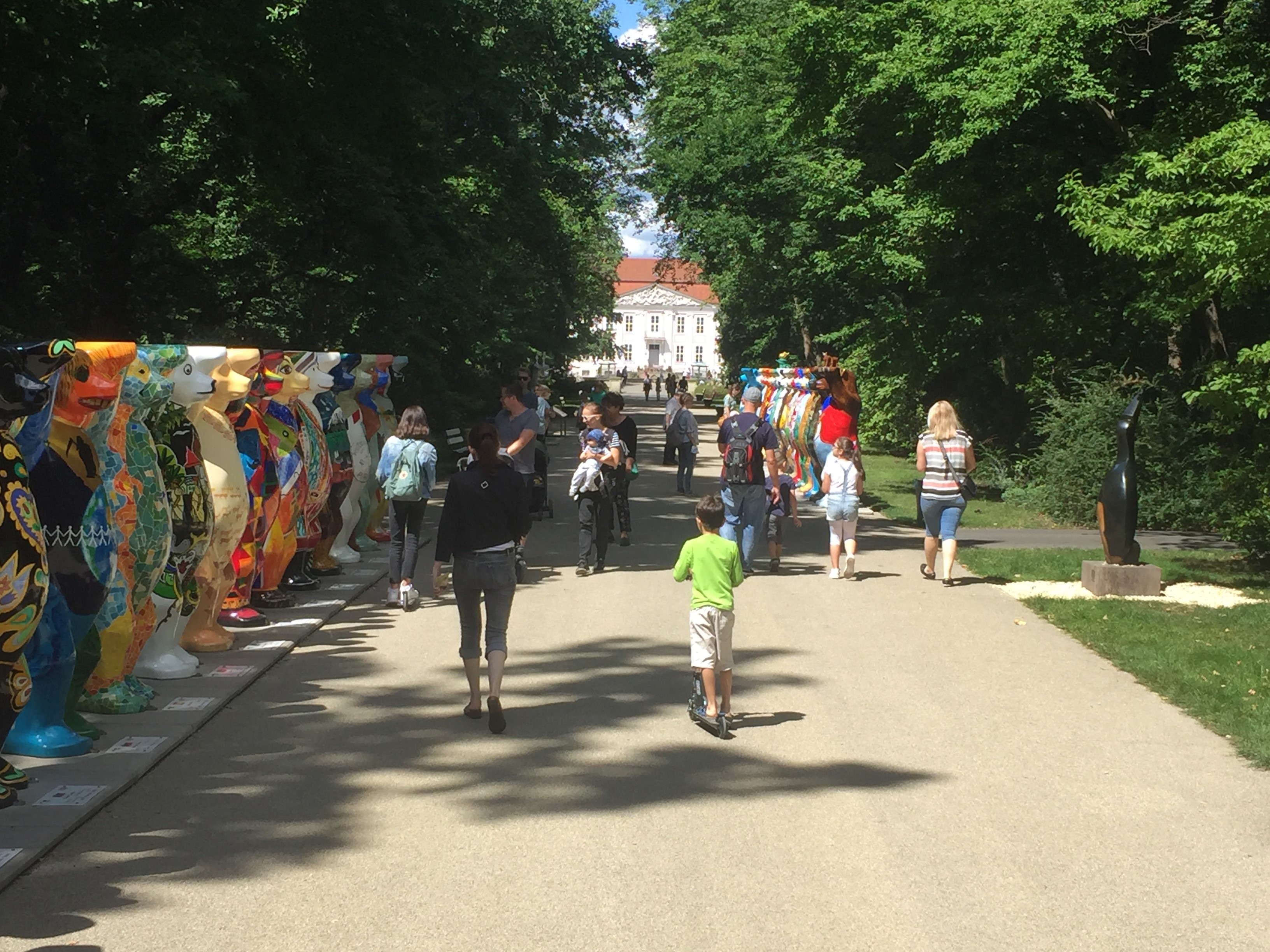
Tierpark Berlin 2020

Buddy Bears jsou umělecky pomalované, dva metry vysoké umělohmotné odlitky medvědů. Jedna se zde o sochy pestře zmalovaných medvědů v životní velikosti, kteří jsou symbolem určité myšlenky, jako tomu bylo například při "Cow-Parade" v Curychu a nebo New Yorku.
V letech 2001 a 2002 zdobilo zhruba 350 těchto medvědů ulice a veřejná prostranství v hlavním městě Německa, Berlíně. Po skončení výstavy bylo mnoho těchto medvědů bylo vydraženo a takto získané finanční prostředky věnovány mezinárodnímu dětskému fondu UNICEF.
V roce 2002 byl realizován kulturně-společenský projekt medvědího kruhu přátelství United Buddy Bears jako myšlenka celosvětového mírového soužití národů.

## United Buddy Bears na cestě kolem světa
United Buddy Bears je dílo umělců z více než 140 zemí spojených národů (UN), kteří malují na medvědy motivy charakteristické pro jejich zemí. Tato různá grafická zpracování medvědů vytváří v celku jedno velké mezinárodní umělecké dílo. Návštěvníkům se takto nabízí jakási výtvarná cesta kolem světa. Posláním těchto medvědů je prosazování porozumění mezi národy, tolerance a respektování jiných kultur a náboženství.
Umělci, podílející se na výtvarném zpracování medvědů, byli vybraní ministerstvem kultury příslušné země. V jednom velkém ateliéru v Berlíně tak dostal každý z medvědů výtvarníkův vlastní umělecký podpis.
Výstavy United Buddy Bears, které zhlédlo do dnešních dnů zhruba na 40 miliónů návštěvníků, se prezentovaly v těchto městech čtyř kontinentů:
- 2002 / 2003 Berlín[1]
- 2004 Kitzbühel, Hongkong, Istanbul
- 2005 Tokio, Soul
- 2006 Sydney, Berlín[2], Vídeň
- 2007 Káhira, Jeruzalém[3]
- 2008 Varšava[4], Stuttgart[5], Pchjongjang[6]
- 2009 Buenos Aires, Montevideo[7]
- 2010 Berlín (Hauptbahnhof), Nur-Sultan, Helsinky
- 2011 Sofie, Berlín[8],
- 2011 / 2012 Kuala Lumpur
- 2012 Nové Dillí[9], Petrohrad, Paříž
- 2013 Jekatěrinburg[10].
- 2014 Rio de Janeiro[11]
- 2015 Havana[12], Santiago de Chile
- 2016 Penang[13]
- 2017 / 2018 Berlín
- 2018 Riga[14]
- 2019 Ciudad de Guatemala
- 2020 / 2022: Tierparku Berlin

Kazda výstava byla otevřena starostou pořádajícího města za účasti velvyslanců UNICEF, jakými byli Sir Peter Ustinov, Jackie Chan, Christiane Horbiger, ale i Keň Done a Mia Farrow.
Mottem výstav: "Musíme poznat jeden druhého lépe, tím si více porozumíme, budeme si více věřit a naučíme se žít v míru" se snažili manželé Eva a Klaus Herlitzovi z Berlína, iniciátoři tohoto projektu, podpořit myšlenku klidného a mírového spolužití všech národů. A právě z tohoto důvodů stojí 140 medvědů ruku v ruce, vedle sebe ve velikém kruhu nazývaném pořadateli také The art of Tolerance.
Na konci každé výstavy se medvědí vydraží na dobročinné aukci, jejíž výtěžek je pak věnován na pomoc dětem. Do dnešního dne tyto aukce vydělaly přes 2,5 miliónů eur.

## Politický rozsah jednotlivých výstav
- Berlín 2002/2003: V roce 2002 přijel Sir Peter Ustinov z poslání UNICEF do Berlína, aby zhlédnul velký kruh medvědů United Buddy Bears. Ustinov se také zasloužil o to, aby v tomto kruhu byl svým vlastním medvědem zastoupen i Irák. Jako patron otevřel Ustinov v roce 2003 v Berlíně tak druhou výstavu United Buddy Bears.
- Tokio 2005: Výstavu medvědů v Tokiu slavnostně otevřeli prezident Spolkové republiky Německa Horst Köhler a japonský premiér Džuničiró Koizumi. Podle oficiální údajů Goethova institutu si výstavu v Tokiu prohlédlo na 3 milióny návštěvníků.
- Soul 2005: Podle legendy měl medvěd velký symbolicky význam při vzniku Korejského poloostrova. Proto vyslala vláda Severní Koreje umělce do Berlína, aby umělecký stvořil jednoho medvěda. Od této doby stojí dva korejští medvědí, zastupující severní a jižní část Korejského poloostrova, ruku v ruce v kruhu medvědů United Buddy Bears vedle sebe.
- Jeruzalém 2007: Na výstavě, která se konala přímo ve středu města na Safra Square, byla jako rovnoprávný člen v kruhu medvědů poprvé zastoupena i Palestinská autonomie.

### Jackie Chan a medvědí z Berlína
Při natáčení filmu Around the World in 80 days narazil Jackie Chan v Berlíně na tyto pestré zmalované medvědy, kteří ho okamžitě zaujali. Jeho přičiněním se pak uskutečnila podobná výstava v Hongkongu, která sklidila značný úspěch. Výtěžek z této aukce, ve výši 340.000 eur, byl opět věnován na charitativní účely.